# Kolegiata

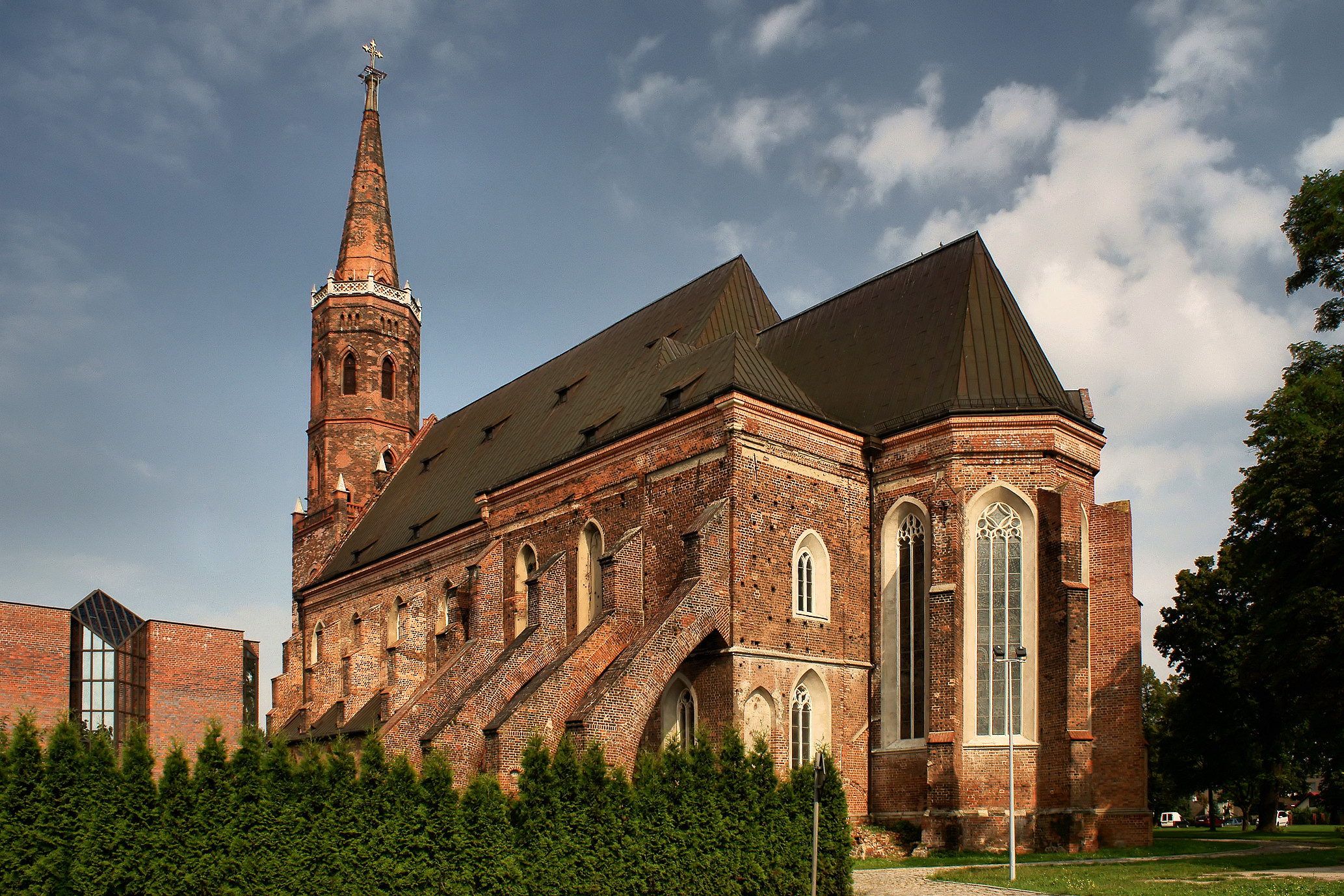
Kolegiata w Głogowie

Kolegiata – kościół niebędący katedrą, przy którym istnieje kapituła kanoników, erygowana przez papieża na prośbę lub za wiedzą ordynariusza.
Wyższym rangą kościołem względem kolegiaty jest archikolegiata (analogicznie jak archikatedra względem katedry)

## Kolegiaty w Polsce
- Metropolia białostocka
  - Archidiecezja białostocka

1. Kolegiata w Krypnie
2. Kolegiata w Sokółce

- - Diecezja drohiczyńska

1. Kolegiata w Bielsku Podlaskim
2. Kolegiata w Węgrowie

- - Diecezja łomżyńska

1. Kolegiata w Myszyńcu

- Metropolia częstochowska
  - Archidiecezja częstochowska

1. Kolegiata w Radomsku
2. Kolegiata w Wieluniu
3. Kolegiata w Zawierciu

- - Diecezja radomska

1. Kolegiata w Końskich
2. Kolegiata w Opocznie

- - Diecezja sosnowiecka

1. Kolegiata w Jaworznie
2. Kolegiata w Olkuszu

- Metropolia gdańska
  - Archidiecezja gdańska

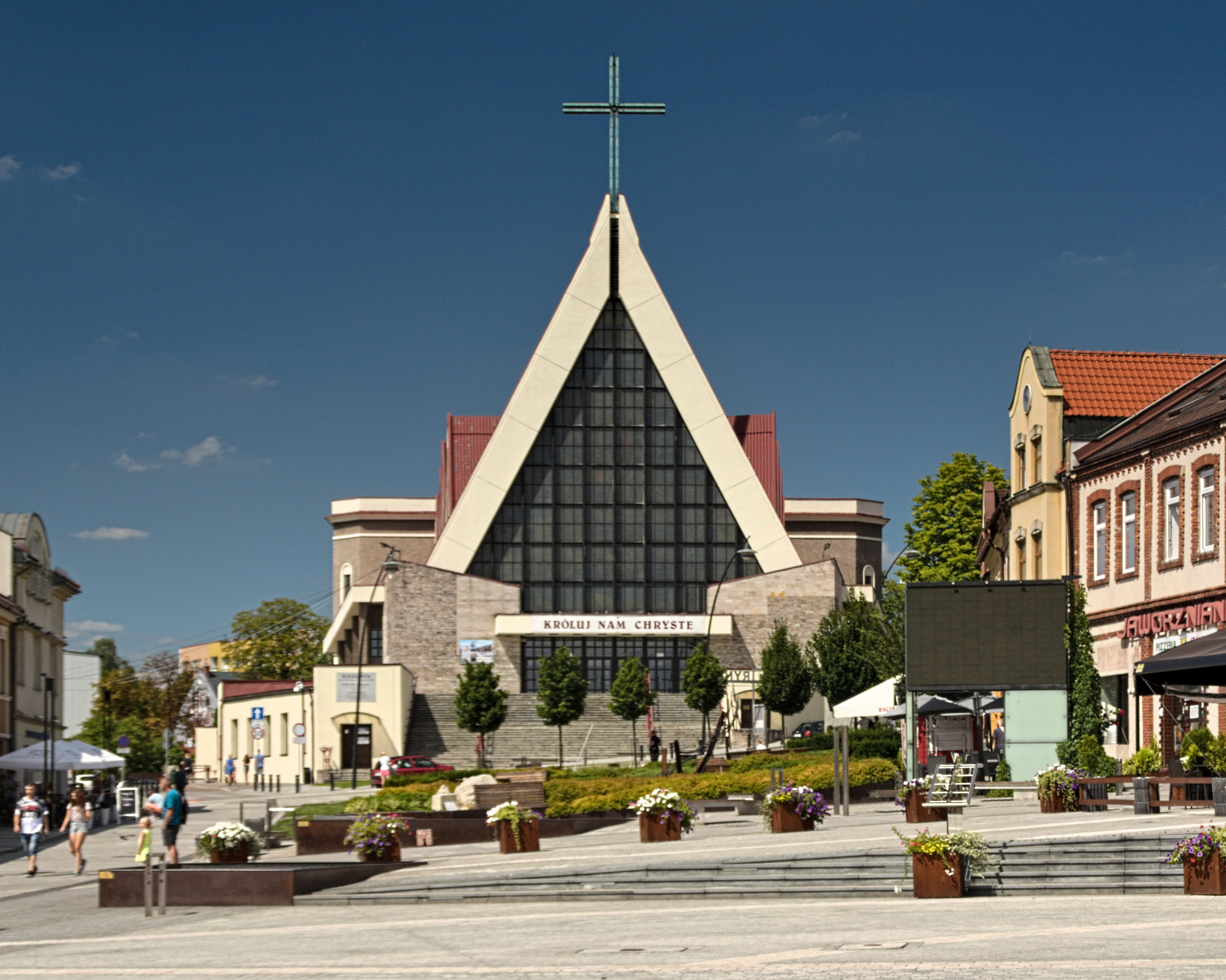
Kolegiata w Jaworznie

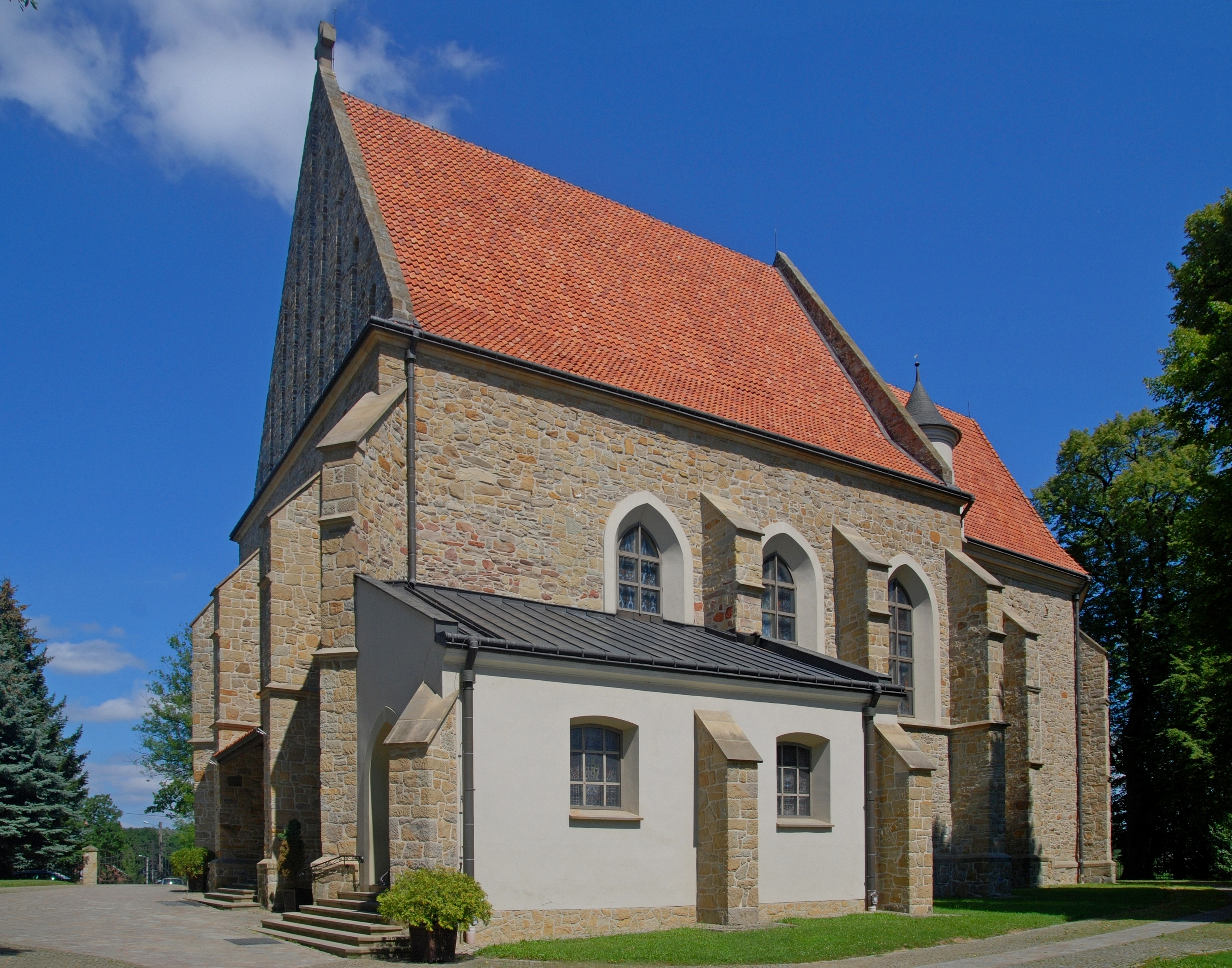
Kolegiata w Jaśle

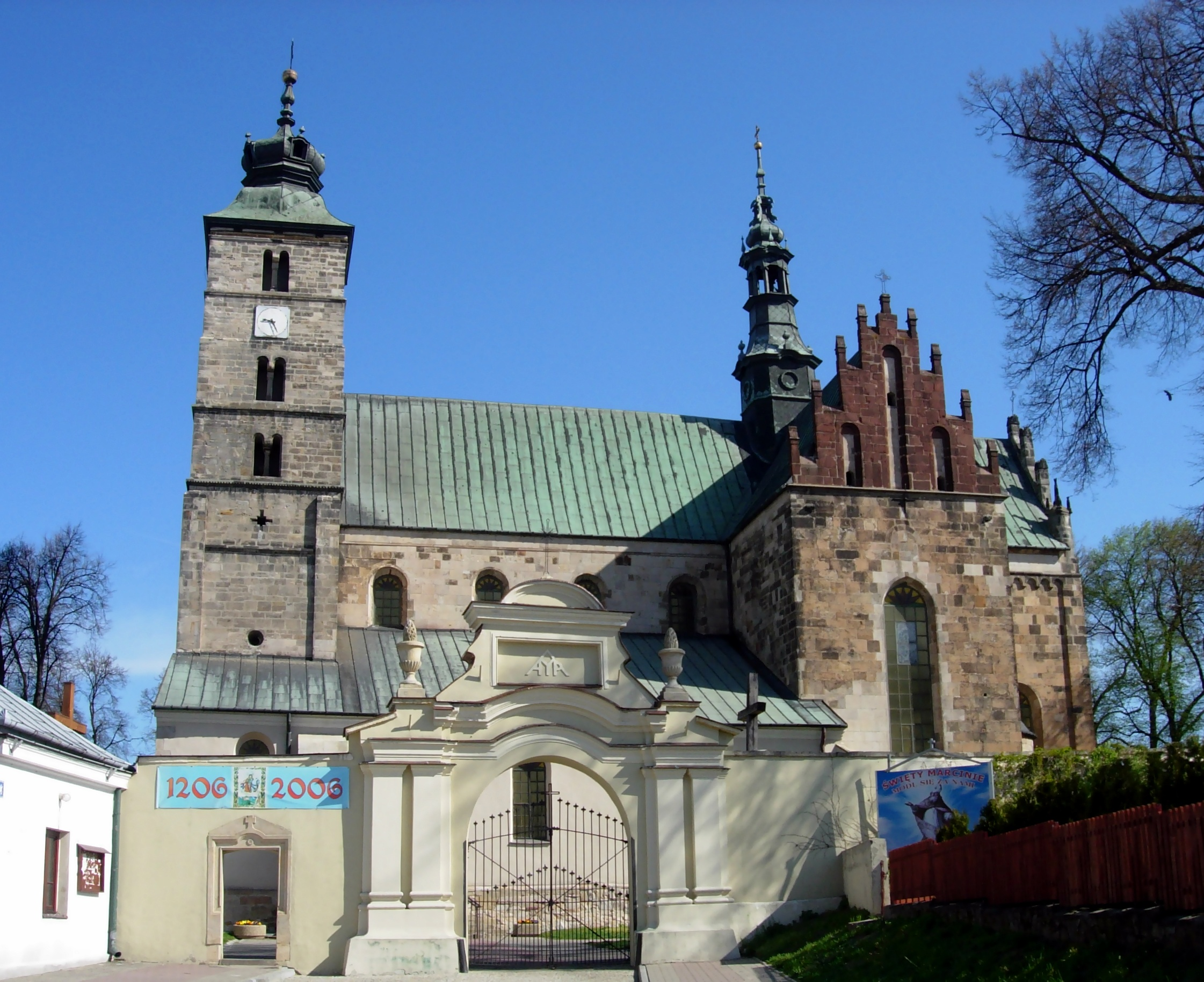
Kolegiata w Opatowie

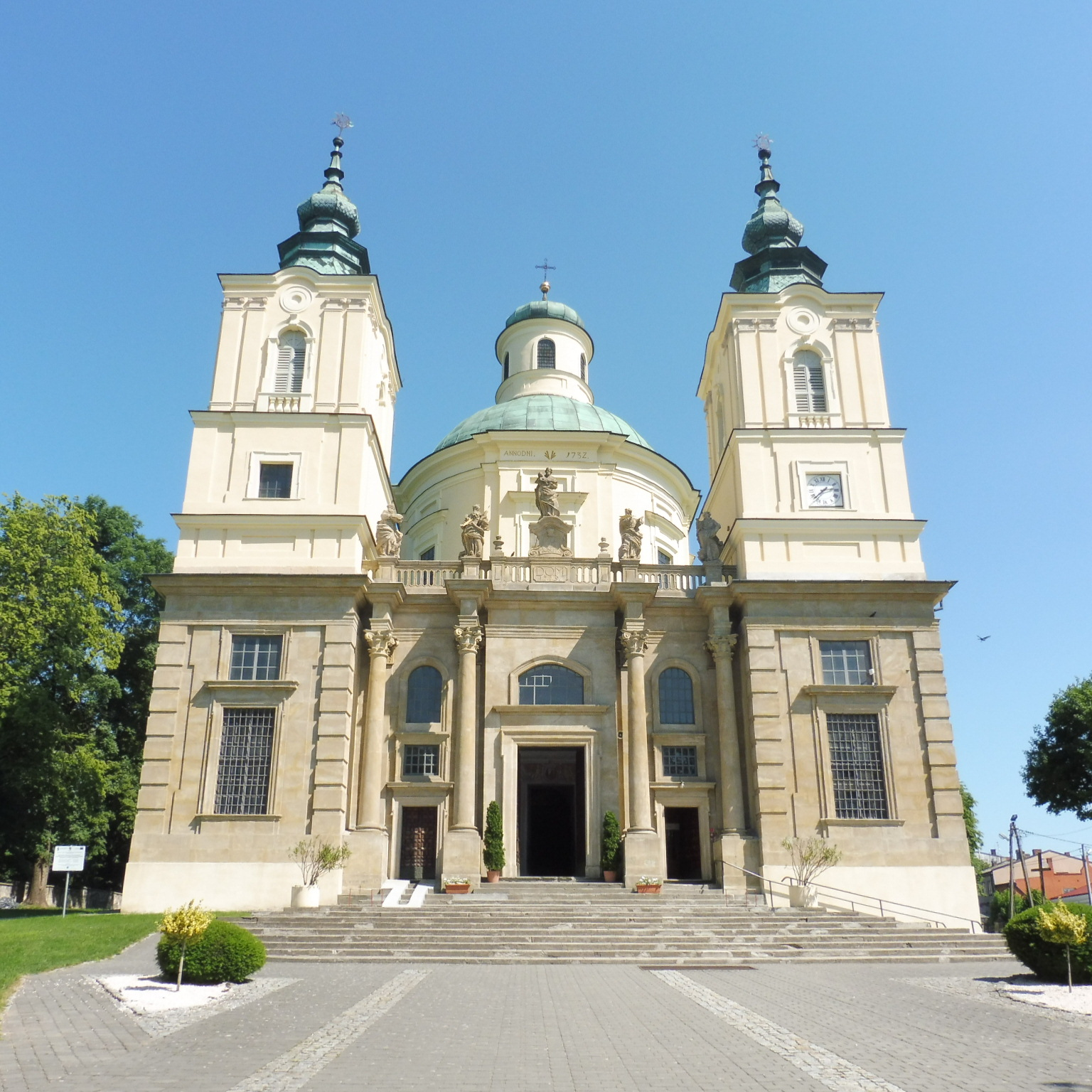
Kościół pokolegiacki w Klimontowie

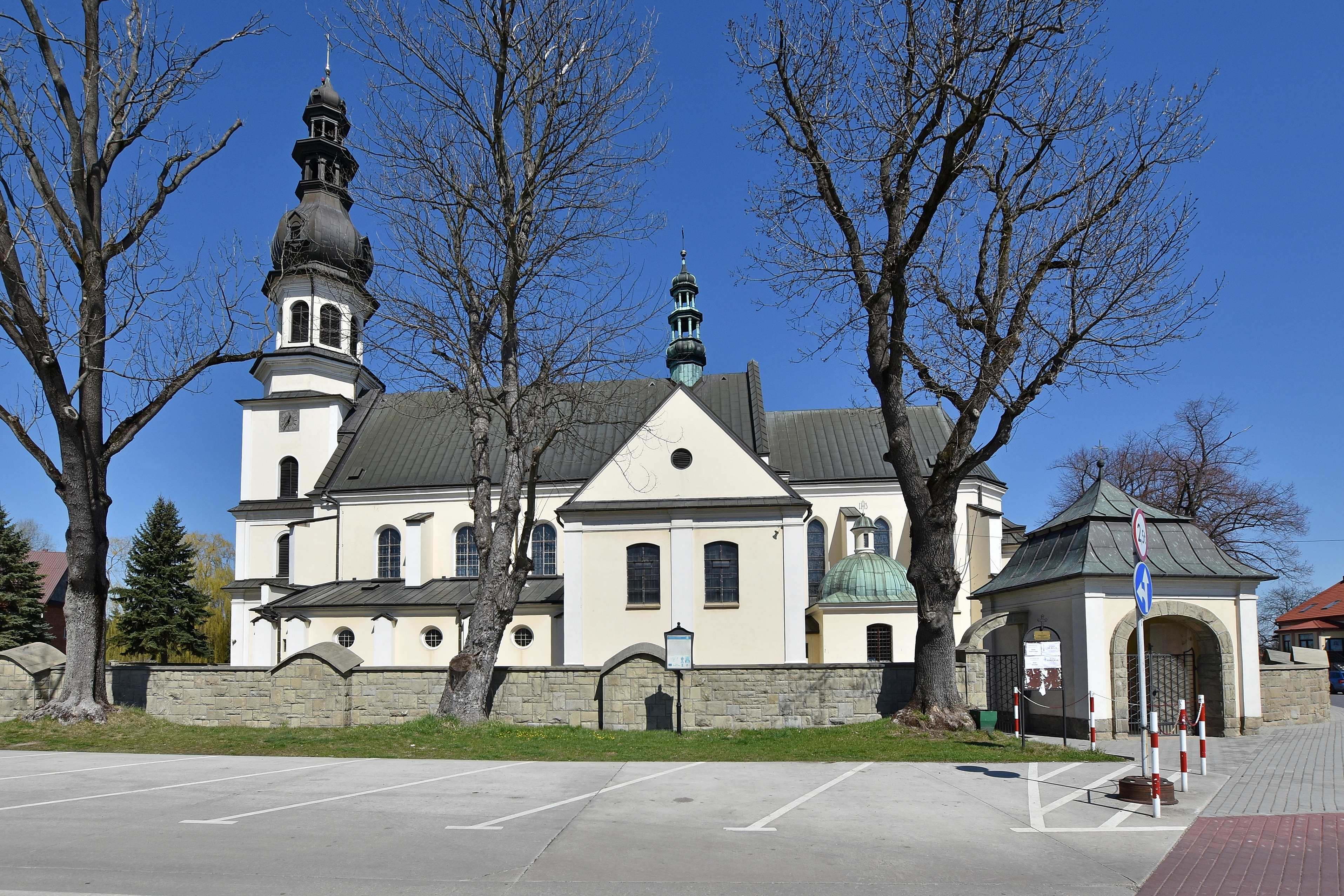
Kolegiata w Wojniczu

1. Kolegiata w Gdańsku Starych Szkotach
2. Kolegiata w Gdańsku Wrzeszczu
3. Kolegiata w Gdyni
4. Kolegiata w Wejherowie

- - Diecezja pelplińska

1. Kolegiata w Kamieniu Krajeńskim
2. Kolegiata w Kartuzach
3. Kolegiata w Koronowie

- - Diecezja toruńska

1. Kolegiata w Grudziądzu
2. Kolegiata w Nowym Mieście Lubawskim

- Metropolia gnieźnieńska
  - Archidiecezja gnieźnieńska

1. Kolegiata w Chodzieży
2. Kolegiata w Gnieźnie
3. Kolegiata w Kruszwicy

- - Diecezja bydgoska

1. Nie ma kolegiat.

- - Diecezja włocławska

1. Kolegiata w Ciechocinku
2. Kolegiata w Sieradzu
3. Kolegiata w Uniejowie

- Metropolia katowicka
  - Archidiecezja katowicka

1. Nie ma kolegiat.

- - Diecezja gliwicka

1. Nie ma kolegiat.

- - Diecezja opolska

1. Nie ma kolegiat.

- Metropolia krakowska
  - Archidiecezja krakowska

1. Kolegiata w Krakowie (św. Anny)
2. Kolegiata w Krakowie (św. Floriana)

- - Diecezja bielsko-żywiecka

1. Nie ma kolegiat.

- - Diecezja kielecka

1. Kolegiata w Miechowie
2. Kolegiata w Wiślicy

- - Diecezja tarnowska

1. Kolegiata w Bochni
2. Kolegiata w Limanowej
3. Kolegiata w Mielcu
4. Kolegiata w Nowym Sączu
5. Kolegiata w Wojniczu

- Metropolia lubelska
  - Archidiecezja lubelska

1. Kolegiata w Chełmie

- - Diecezja sandomierska

1. Kolegiata w Janowie Lubelskim
2. Kolegiata w Opatowie
3. Kolegiata w Ostrowcu Świętokrzyskim

- - Diecezja siedlecka

1. Kolegiata w Garwolinie
2. Kolegiata w Janowie Podlaskim
3. Kolegiata w Łukowie
4. Kolegiata w Parczewie

- Metropolia łódzka
  - Archidiecezja łódzka

1. Kolegiata w Łasku
2. Kolegiata w Wolborzu

- - Diecezja łowicka

1. Archikolegiata (jedyna w Polsce) w Tumie – łęczycka
2. Kolegiata w Skierniewicach

- Metropolia poznańska
  - Archidiecezja poznańska

1. Kolegiata w Lesznie
2. Kolegiata w Poznaniu
3. Kolegiata w Szamotułach
4. Kolegiata w Środzie Wielkopolskiej

- - Diecezja kaliska

1. Kolegiata w Kaliszu

- Metropolia przemyska
  - Archidiecezja przemyska

1. Kolegiata w Brzozowie
2. Kolegiata w Jarosławiu
3. Kolegiata w Krośnie
4. Kolegiata w Przeworsku

- - Diecezja rzeszowska

1. Kolegiata w Bieczu
2. Kolegiata w Jaśle
3. Kolegiata w Kolbuszowej
4. Kolegiata w Strzyżowie

- - Diecezja zamojsko-lubaczowska

1. Nie ma kolegiat.

- Metropolia szczecińsko-kamieńska
  - Archidiecezja szczecińsko-kamieńska

1. Kolegiata w Myśliborzu
2. Kolegiata w Stargardzie
3. Kolegiata w Wolinie

- - Diecezja koszalińsko-kołobrzeska

1. Kolegiata w Pile

- - Diecezja zielonogórsko-gorzowska

1. Kolegiata w Głogowie

- Metropolia warmińska
  - Archidiecezja warmińska

1. Kolegiata w Dobrym Mieście
2. Kolegiata w Kętrzynie
3. Kolegiata w Lidzbarku Warmińskim

- - Diecezja elbląska

1. Kolegiata w Nowym Stawie

- - Diecezja ełcka

1. Kolegiata w Sejnach

- Metropolia warszawska
  - Archidiecezja warszawska

1. Kolegiata w Warszawie-Bielanach
2. Kolegiata w Warszawie-Wilanowie

- - Diecezja płocka

1. Kolegiata w Płocku (diecezja płocka)
2. Kolegiata w Pułtusku

- - Diecezja warszawsko-praska

1. Kolegiata w Radzyminie

- Metropolia wrocławska
  - Archidiecezja wrocławska

1. Kolegiata we Wrocławiu

- - Diecezja legnicka

1. Kolegiata w Krzeszowie (2013)
2. Kolegiata w Legnickim Polu (2017)

- - Diecezja świdnicka

1. Kolegiata w Kłodzku
2. Kolegiata w Strzegomiu
3. Kolegiata w Wałbrzychu

## Kolegiaty zniesione
1. Kościół pokolegiacki w Choczu (diecezja kaliska)
2. Kościół pokolegiacki w Głogówku (diecezja opolska)
3. Kościół pokolegiacki w Górzycy (diecezja zielonogórsko-gorzowska)
4. Kościół pokolegiacki w Imielnie (diecezja kielecka)
5. Kościół pokolegiacki w Klimontowie (diecezja sandomierska)
6. Kościół pokolegiacki w Kodniu (sanktuarium maryjne) (diecezja siedlecka)
7. Kościół pokolegiacki w Kościelcu (diecezja kielecka)
8. Kościół pokolegiacki w Krakowie-Ruszczy (archidiecezja krakowska)
9. Kościół pokolegiacki w Kurzelowie (diecezja kielecka)
10. Kościół pokolegiacki w Mstyczowie (diecezja kielecka)
11. Kościół pokolegiacki w Nysie (diecezja opolska)
12. Katedra Podwyższenia Krzyża Świętego w Opolu (diecezja opolska)
13. Kościół pokolegiacki w Pełczyskach (diecezja kielecka)
14. Kościół pokolegiacki w Poznaniu-Głuszynie (archidiecezja poznańska)
15. Kościół pokolegiacki w Prandocinie (diecezja kielecka)
16. Kościół pokolegiacki w Skalbmierzu (diecezja kielecka)
17. Kościół pokolegiacki w Stęszewie (archidiecezja poznańska)

## Kolegiaty podniesione do godności katedry
1. Katedra św. Marcina i Mikołaja w Bydgoszczy (diecezja bydgoska) – kolegiata 1993−2004
2. Bazylika katedralna Wniebowzięcia Najświętszej Maryi Panny i św. Mikołaja w Łowiczu (diecezja łowicka)
3. Bazylika katedralna Narodzenia Najświętszej Maryi Panny w Sandomierzu (diecezja sandomierska) – kolegiata do 1818
4. Katedra Zmartwychwstania Pańskiego i św. Tomasza Apostoła w Zamościu (diecezja zamojsko-lubaczowska)

## Kolegiaty nieistniejące
1. Kolegiata w Kaliszu (diecezja kaliska, zburzona w 1331)
2. Kolegiata w Poznaniu (archidiecezja poznańska, spłonęła w 1773, rozebrana w 1802)
3. Kolegiata w Wieluniu (archidiecezja częstochowska, zniesiona w 1824, zniszczona w 1939, rozebrana w 1940)
4. Kolegiata w Legnicy (diecezja legnicka, rozebrana w 1530)